# Mongoloraphidia karatauica
Mongoloraphidia karatauica är en halssländeart som beskrevs av H. Aspöck och U. Aspöck 1995. Mongoloraphidia karatauica ingår i släktet Mongoloraphidia och familjen ormhalssländor. Inga underarter finns listade i Catalogue of Life.